# Dispersió (física)

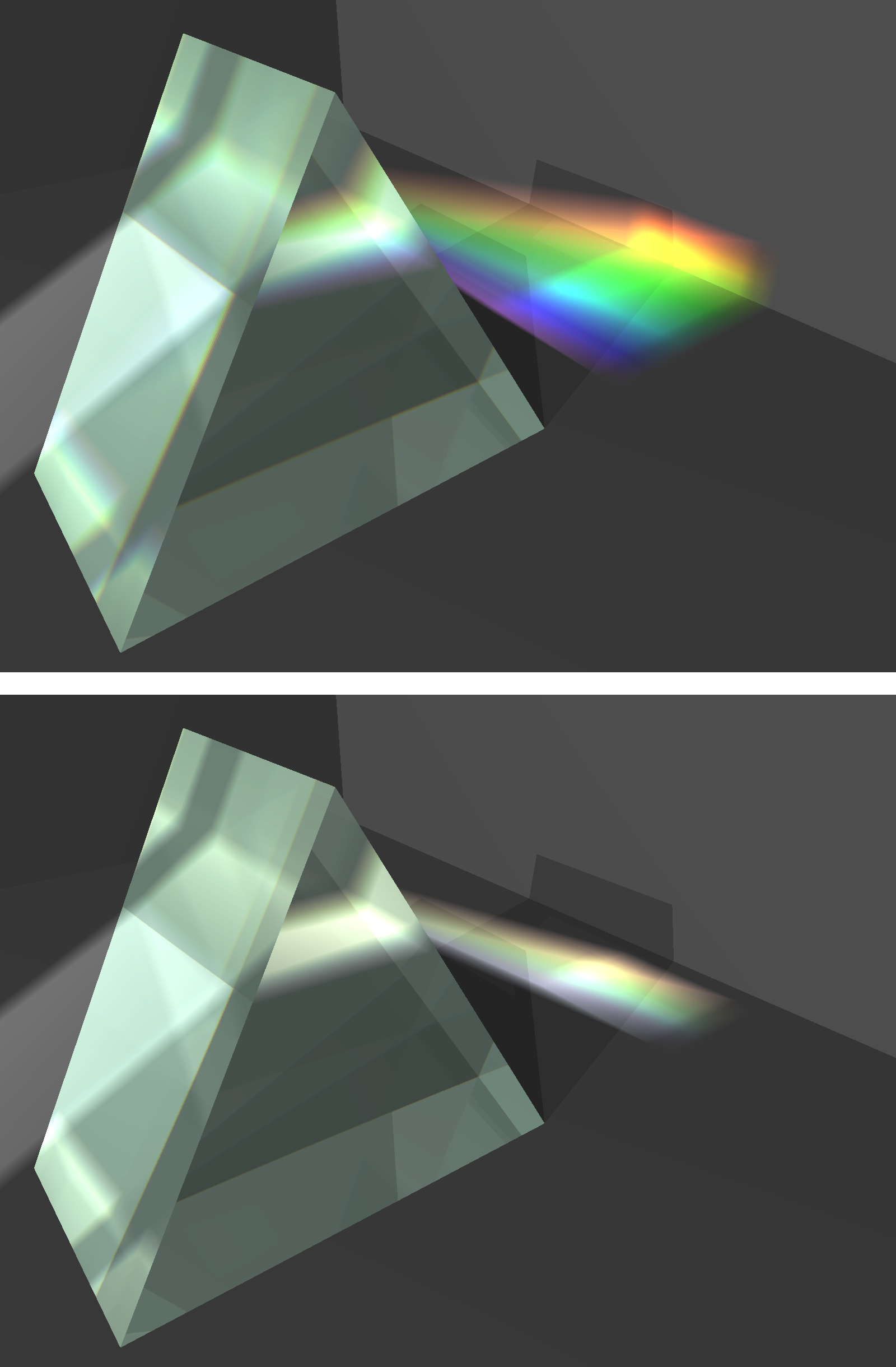
Dispersió de la llum en dos prismes de diferent material.

En física, la dispersió és aquell fenomen de separació de les ones de diferent freqüència en travessar un material. Tots els medis materials són més o menys dispersius, i la dispersió afecta totes les ones, com per exemple les ones sonores, que es desplacen a través de l'atmosfera terrestre, les ones de ràdio que travessen l'espai interestel·lar o la llum que travessa l'aigua, el vidre o l'aire. Es parla de dispersió, en termes generals, com l'estat d'un sòlid o d'un gas quan contenen un altre cos uniformement repartit en la seva massa (equivalent a la noció de dissolució, pel que fa als líquids).

## Òptica
Quan un feix de llum blanca procedent del Sol travessa un prisma de vidre, les diferents radiacions monocromàtiques són desviades per la refracció en raó inversa a la seva longitud d'ona. D'aquesta manera, els raigs vermells sofreixen menys desviació que els violacis i el feix primitiu de llum blanca, així eixamplat pel prisma, es converteix en un espectre electromagnètic en el qual les radiacions acolorides estan exposades sense solució de continuïtat, en l'ordre de la seva longitud d'ona, que és el dels set colors ja proposats per Isaac Newton: violat, indi, blau, verd, groc, ataronjat i vermell. Així, en ambdós extrems de l'espectre, es troben l'ultraviolat i l'infraroig, que no són directament visibles per a l'ull humà, però que impressionen les plaques fotogràfiques.

## Meteorologia
Des del punt de vista químic, l'aire és una dispersió gasosa d'oxigen a nitrogen. Així mateix, la boira és una dispersió d'aigua a l'aire. L'arc de Sant Martí, l'halo i els miratges són fotometeors, causats per la dispersió de la llum en les gotes d'aigua o els finíssims cristalls de gel que conté l'atmosfera terrestre en aquella zona on es produeixen aquests fenòmens.